# Paul Cadieux
Pour les articles homonymes, voir Cadieux.
 (février 2020).
Paul Cadieux est un producteur de télévision québécois. Il a remporté le Prix Génie du meilleur film pour la série Les Triplettes de Belleville. Il est le fondateur des studios d'animations Tooncan.

## Filmographie sélective
- 1985: The Basque Whalers of Labrador
- 1999: In Dreams: The Roy Orbison Story (1999)
- 1999: Rotten Ralph (producteur exécutif)
- 2002: Beluga Speaking Across Time (producteur)
- 2002: Mission banquise: le voyage immobile (coproducteur)
- 2003: Les Triplettes de Belleville (coproducteur)
- 2004: Zixx, Niveau un (producteur exécutif)